# IC 4770
IC 4770 ist eine Spiralgalaxie vom Hubble-Typ Sa im Sternbild Pfau am Südsternhimmel. Sie ist schätzungsweise 189 Millionen Lichtjahre von der Milchstraße entfernt und hat einen Durchmesser von etwa 45.000 Lichtjahren.

In der gleichen Himmelsregion befinden sich auch die Galaxien IC 4765, IC 4766, IC 4767, IC 4771.
Das Objekt wurde am 20. Juli 1901 von DeLisle Stewart entdeckt.